# Coelopa pilipes
Coelopa pilipes är en tvåvingeart som beskrevs av Alexander Henry Haliday 1838. Coelopa pilipes ingår i släktet Coelopa och familjen tångflugor. Enligt den svenska rödlistan är arten starkt hotad i Sverige. Arten förekommer i Götaland. Artens livsmiljö är havsstränder. Inga underarter finns listade i Catalogue of Life.
Artens utbredningsområde täcker stora delar av Europa och den har hittats i Sverige, Danmark, Färöarna, Frankrike, Storbritannien, Irland, Nederländerna, Spanien och de europeiska delarna av Ryssland.